# バーナード・ジャン・ベッテルハイム

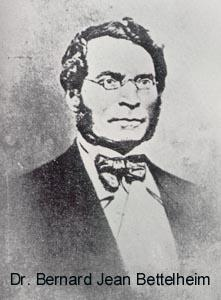
バーナード・ジャン・ベッテルハイム

バーナード・ジャン・ベッテルハイム（伯徳令、伯特令、Bernard Jean Bettelheim、1811年 - 1870年2月9日）は、日本に派遣された英国海軍琉球伝道会のキリスト教宣教師。また沖縄県地域最初のプロテスタント宣教師でもある。ハンガリーではBettelheim John Barnardéと表記される場合が多い。ちなみにハンガリーではBettelheimはベッテルヘイムと発音される。なお、ハンガリーの資料では1869年9月11日に没したことになっている。

## 生涯

### 生い立ち
当時ハンガリー王国の議会が置かれ立法上の首都であったポジョニュ（現スロヴァキア首都ブラチスラヴァ）にユダヤ系の子として生まれた。9歳の時にはすでにドイツ語、フランス語、ヘブライ語で詩を書いていたという。ラビとなるべく教育を受けたが、12歳で学校を飛び出し、ハンガリー国内のペシュトやデブレツェン、ナジヴァーラド等で学んだ後、最後に1836年パドヴァで医学を学び、エジプトとトルコへ渡る。1840年にスミルナでキリスト教に改宗し、イギリスへ渡ってイングランド国教会の牧師から洗礼を受けた。後にイギリス人の夫人と結婚してイギリス国籍の取得を認められた。

### 琉球王国

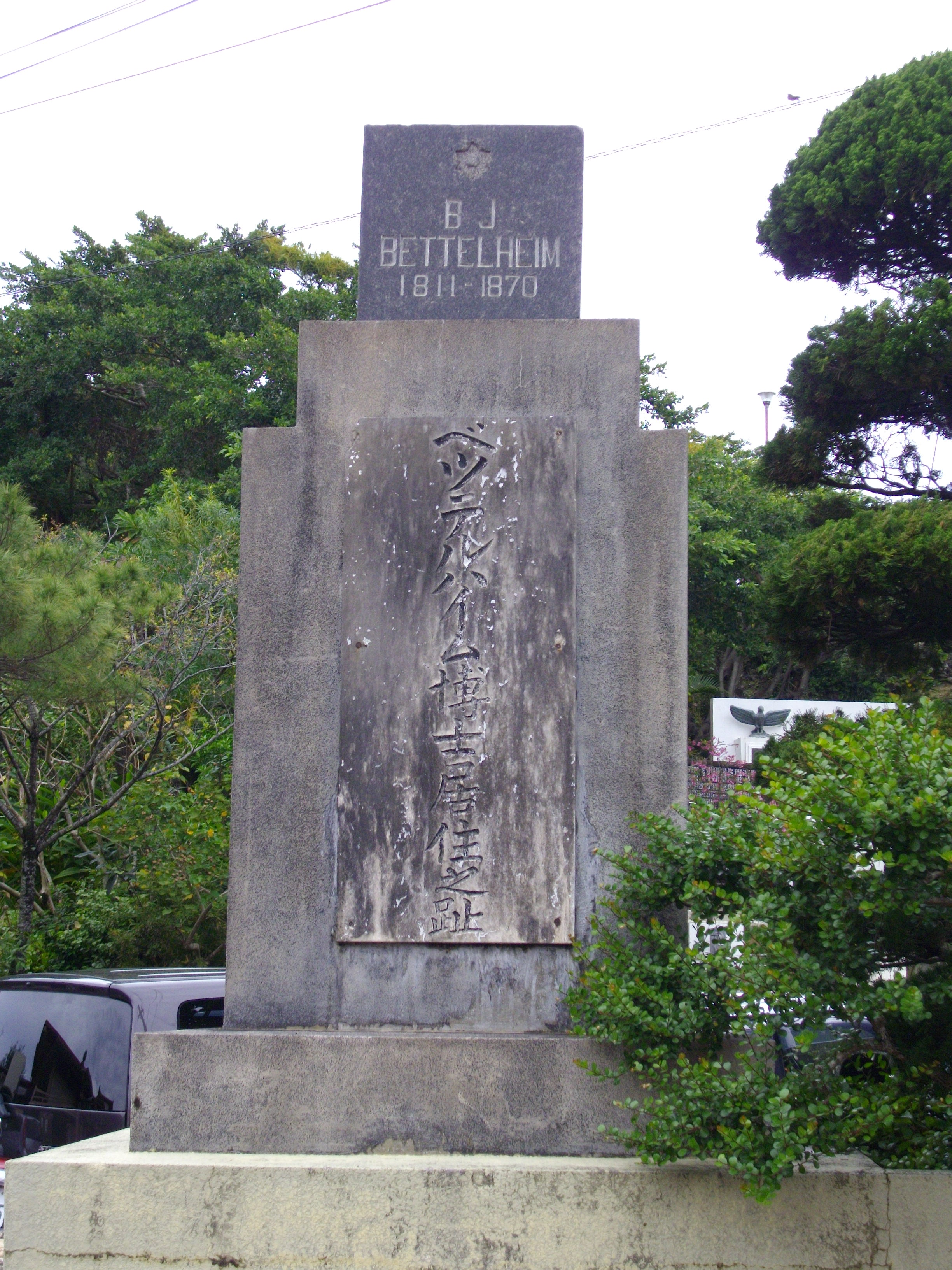
那覇の護国寺にある「ベツテルハイム博士居住之趾」

1846年4月30日に香港から琉球王国に到着し、那覇の護国寺を拠点に8年間滞在した。1848年12月8日に生まれた2番目の娘は、記録上沖縄本島で生まれた最初のヨーロッパ人と言われている。
ベッテルハイムの琉球伝道は、難破した英国軍人に温かく接した琉球人への感謝と愛からだとされる。しかし、彼は琉球に住む人々から排斥された。これは琉球の支配者、薩摩と江戸幕府の方針によると指摘されている。
到着当時、琉球王国ではキリスト教は禁教であった。そこで、琉球側はベッテルハイムへ退去要請を行った。それはベッテルハイムの数年前（1844年）に来琉したフランス人宣教師の、フランス海軍の武力を背景とした布教への対応に苦慮した経験からである。しかしベッテルハイムは、自分にもフランス人宣教師と同様の権利があると主張して上陸した。最初の1年半、琉球側のある程度の黙認から比較的自由に行動することができたが、布教や通商のさらなる自由化を要求し、イギリス本国も加えて軍事的圧力を続けた。1847年10月、国王尚育王の国葬に参加しようとしたベッテルハイム夫妻とフランス人宣教師が首里の入口で取り囲まれて殴打された。この事件により琉球側は宣教師達の自由行動を不安視し、その後は厳しく監視して行動にも制限を加えるようになった。いっぽう、医療活動での評価は高かった（仲地紀仁に種痘を伝授したという）。また聖書を琉球語（その内当時琉球王国の共通語とされていた沖縄方言）に翻訳し、それを配布した。『琉球語文典階梯』という琉球文典に関する文献も脱稿しているが、英国でも米国でも刊行できずに終わり、未刊の稿本を大英博物館に寄贈するに留まっている。

### 渡米
1854年マシュー・ペリーが来琉した時、琉球の言語と文化についての知識からペリーのもとで働き、その船舶で上海を経由してアメリカ合衆国に渡った。アメリカではシカゴやニューヨークにおいて長老派牧師として活躍していたが、南北戦争では北軍の軍医（少佐）として参加した。ミズーリ州ブルックフィールドにて肺炎で死去した。

## 遺産
1926年5月、来琉80周年を記念して護国寺に記念碑が建立された。琉球滞在時にカーボン紙で記した文書の修復・研究が進められている。
日本のプロテスタントにおいて、ベッテルハイムの伝道は日本のプロテスタント宣教の発端として位置づけられており、「1587年のバテレン追放令以来二百数十年に及ぶキリスト禁令と、「神国日本」観、それにより日本人の心底に植えつけられたキリスト教邪宗観との闘い」という側面をもっていたとされている。

## 宣教史における議論
日本のプロテスタントは1859年を日本宣教初年とし、プロテスタント宣教50周年、100周年、150周年を祝っているため、ベッテルハイムを巡って議論がある。

## エピソード
- 在琉時はよく子供を連れて護国寺の周りを散歩していたので、周囲の住民にいつしか「ナンミンヌガンチョー（直訳：波之上の眼鏡、波之上は護国寺のあった地名）」、またいつも洋犬を連れて歩いていたので「インガンチョー（犬眼鏡）とあだ名され親しまれたとも言われる[18]。
- ペリー来航時に、島内で米水兵が飲酒の上、地場の女を犯そうとして島民に石で殴り殺された。この事件でペリー艦隊との間に緊張を覚え、困っていた首里王府だったが、ベッテルハイムの次女の守役を務めていた田場武太が自ら下手人を名のり出て、自分の妻が水兵に暴力で犯されたので殺したと申し立てた。このため首里王府は難を逃れたが、当時、田場は独身で、これはベッテルハイムの入れ知恵だったと言われる[9]。

## 伝記
- 照屋善彦 著、翻訳:山口栄鉄、新川右好『英宣教医ベッテルハイム』 人文書院 ISBN 4409520539

## ベッテルハイムが登場する小説
- 池上永一『テンペスト』
- 陳舜臣『太平天国』
- 高井忍『蜃気楼の王国』